# تکامل سوسیالیسم از تخیل به علم
تکامل سوسیالیسم از تخیل به علم (آلمانی: Die Entwicklung des Sozialismus von der Utopie zur Wissenschaft) کتابی است که فردریش انگلس در سال ۱۸۸۰ نوشته‌است. مباحث این کتاب عمدتاً از کتاب آنتی دورینگ استخراج شده‌است و ادامه آن به شمار می‌رود. این کتاب برای اولین بار در سال ۱۸۸۰ در فرانسه منتشر شده‌است.

## محتوای کتاب
کتاب تفاوت‌های میان سوسیالیسم تخیلی و سوسیالیسم علمی را شرح می‌دهد. انگلس در این کتاب سوسیالیسمی را که توسط نویسندگانی مانند سن سیمون، فوریه و دورینگ تبلیغ می‌شد تخیلی و ایدئالیستی می‌نامد و معتقد است که سوسیالیسم تخیلی بر مبنای عقاید شخصی نظریه‌پردازان آن است که اعتقاد دارند جامعه را می‌توان براساس این ایده‌ها تغییر داد. در مقابل سوسیالیسم علمی پایه‌های خود را بر واقعیت‌ها بنا کرده‌است. سوسیالیسم علمی بر مفهوم ماتریالیستی تاریخ تأکید دارد که بر تحلیلی دقیق از تاریخ بنا شده‌است و کمونیسم را فرجام نهایی سرمایه‌داری می‌داند.
انگلس کتاب را با شرحی تاریخی از اندیشه‌های سوسیالیست‌های تخیلی و اندیشه‌های سن سیمون آغاز کرده‌است و سپس به سراغ اندیشه‌های فوریه و رابرت اوون می‌رود.
در فصل دوم وی به‌طور خلاصه مفهوم دیالکتیک را توضیح می‌دهد و سپس تاریخچه این مفهوم را از یونان باستان تا هگل شرح می‌دهد.
در فصل سوم خلاصه‌ای از ارتباط میان دیالکتیک و تضادهای اجتماعی و اقتصادی با تأکید بر اندیشه‌های مارکس شرح و توضیح می‌دهد.